# Бенсебайни, Рами
Ами́р Сельма́н Рами́ Бенсебаини́ (араб. أمير سلمان رامي بنسبعيني;‎; 16 апреля 1995) — алжирский футболист, защитник дортмундской «Боруссии» и сборной Алжира.

## Клубная карьера
Рами Бенсебайни — воспитанник алжирских клубов «КС Константина» и «Параду». За последнего он выступал в низших алжирских лигах. Летом 2014 года Бенсебайни был отдан в аренду бельгийскому «Льерсу» сроком на год. 3 августа того же года он дебютировал в Лиге Жюпиле, выйдя в самой концовке гостевого поединка против «Брюгге». В следующем сезоне алжирец также на правах аренды играл за французский «Монпелье». 27 сентября 2015 года он забил свой первый гол в рамках французской Лиги 1, открыв счёт в домашнем матче с «Лорьяном».
В июле 2016 года Рами Бенсебайни перешёл во французский «Ренн». 2 сентября 2018 года в матче против «Бордо» защитник Рами Бенсебайни забил свой первый гол за клуб «Ренн». В августе 2019 года Бенсебайни подписал контракт с клубом Бундеслиги «Боруссией» Мёнхенгладбах до июня 2023 года. 10 ноября 2019 года он забил свой первый гол за «Боруссию» в ворота «Вердера», и в этой же игре он был удалён. 7 декабря 2019 года Рами Бенсебайни сделал дубль в матче против чемпиона Бундеслиги мюнхенской «Баварии».
5 июня 2023 года клуб «Боруссия Дортмунд» объявил о подписании контракта с Бенсебайни, который присоединился к клубу 1 июля 2023 года.

## Карьера в сборной
7 января 2017 года Рами Бенсебайни дебютировал в составе сборной Алжира, выйдя на замену в домашнем товарищеском матче против сборной Мавритании. Он также сыграл в двух матчах группового этапа Кубка африканских наций 2017 в Габоне.

## Достижения
«Ренн»
- Обладатель Кубка Франции: 2018/19

Сборная Алжира
- Обладатель Кубка африканских наций: 2019